# 第4ラテラン公会議
第4ラテラン公会議（だいよんラテランこうかいぎ）は、1215年にローマのサン・ジョバンニ・イン・ラテラノ大聖堂に隣接するラテラノ宮殿で行われたカトリック教会の代表による公会議。第4ラテラノ公会議とも表記される。

## 経緯
1213年4月19日、教皇インノケンティウス3世は、ラテラノ宮殿における公会議の実施を宣言、司教団を召集した。教皇は第1ニカイア公会議のような古代の偉大な公会議に匹敵する公会議をローマに実現したいと望み、多くの参加者を招いた。1215年11月11日に始まった会議にはドイツ、フランス、イングランド、アラゴン、ハンガリー及び東方十字軍諸国の国王たちの使節、南フランスの領主、イタリア都市の代表者、400人を越える司教、800人以上の修道院長など1500人以上が出席した。
インノケンティウス3世が掲げた公会議の目的は、正統信仰の保護、十字軍国家の支援、俗人による聖職者叙任権への介入の排除、異端の排斥、新たなる十字軍の編成であった。

## 内容
公会議の決議した教令は第70条までの内容に付属教令を加えた計71項目に及ぶ。
具体的には、
- カトリック教会の伝統的意義(1)
- 異端に関して(2～3)東方教会に向けて(4～5)
- 秩序と規律について(6～9)
- 説教・教育について(10,11)
- 修道士・修道院に向けて(12,13,57～61)
- 聖職者の生活・道徳について(14～18)
- 儀礼について(19～22)
- 叙任と選挙について(23～34)
- 法定手続き・裁判に関する法令(35～41,48)　…　聖職者に対し神明裁判への参加を禁じた条項もある[1]。
- 世俗・俗人との関係について(42～46)
- 破門について(47,49)
- 婚姻について(50～52)
- 10分の1税について(53～56)
- 聖職売買について(62～66)
- ユダヤ人に関する法令(67～70)
- 聖地回復のための遠征(付属教令。第71条と数えられることも)

## 影響
公会議閉廷後、ヨハネス・テウトニクら当時の学者たちがこぞって法令注釈作業に取り掛かった。また、法令はラテン世界にも持ち込れ各地の教会議に影響を与えた。
イングランド
リチャード・プーアにより発表された法令集に、最初の受容の証拠がみられる。その後も各地で法令が発布された。
フランス
閉廷後、1208年に公会議の法令とシュリーのオドの法令を組み合わせた‘複合規範’が発表された。当時アンジェの司教であったGuillaume de Beaumontにより、これらを要約したものが発表され、西部フランスで教区ごとの規範の原型とされていた。
ドイツ
当時教会管区であったケルンとマインツでは、高位聖職者によって公会議開催以前から法令発布の準備がなされており、公会議の法令の即座の公布が各地でなされた。
イベリア半島
公会議後、しばらく法令の目立った受容はなかったが、Joho of Abbevilleによる使節派遣を機に各教会管区で本格的な法令の発布をしようという試みがなされた。リェイダの法令形式には第4ラテラン公会議の影響がみられる。
ハンガリー
モンゴル侵略により情勢が不安定であったため長らく教会改革が進まなかったが、1279年にブダで開かれた教会会議で、第4ラテラン公会議の法令の導入がなされた。
ポーランド
王国の崩壊、モンゴル侵略などにより情勢が不安定であったが、ブロツワフで開かれた教会会議やグニェズノの法令には第4ラテラン公会議の影響が見られる。